# Jesús Rios
Jesús Rios (nascido em 28 de janeiro de 1964) é um ex-ciclista olímpico mexicano. Representou sua nação nos Jogos Olímpicos de Verão de 1984, na prova de corrida individual em estrada.